# Юппер, Изабель
Изабе́ль А́нна Мадле́н Юппе́р (фр. Isabelle Anne Madeleine Huppert; род. 16 марта 1953, Париж, Франция) — французская актриса театра, кино и телевидения. С момента своего актёрского дебюта в телефильме «Пруссак» в 1971 году, Изабель Юппер снялась в более чем 110 фильмах и телевизионных постановках. В 1978 году получила премию BAFTA в номинации «Лучшая актриса, дебютирующая в главной роли», за фильм «Кружевница» (1977). Считается одной из наиболее признанных актрис французского кино.
Также актриса является обладательницей двух премий «Сезар» (с 16-ю номинациями). Свою первую номинацию на эту премию она получила в 1976 году за «Лучшую женскую роль второго плана» в фильме «Алоиза»(1975), в номинации «Лучшая женская роль» она стала обладательницей этой премии в 1996 году за роль Жанны в фильме «Церемония» (1995) и в 2017 году за роль Мишель Леблан в фильме «Она» (2016). Фильм «Она» (2016) также принёс Изабель Юппер премию «Золотой глобус», премию «Независимый дух» и номинацию на премию «Оскар» в 2017 году. Среди других её достижений — восемь номинаций на премию «Мольер» (с одной победой), и семь номинаций на премию «Люмьер» (с пятью победами).
Юппер — призёр трёх из четырёх самых престижных кинофестивалей мира: Каннского (дважды), Берлинского и Венецианского (дважды). Её самые известные работы во Франции — фильмы «Вальсирующие» (1974), «Лулу» (1980), «Церемония» (1995), «Пианистка» (2001), «8 женщин» (2002), Габриель (2005), «Любовь» (2012) и «Она» (2016). Актриса также работала в Италии, России, Центральной Европе и на азиатском континенте. Среди международных фильмов её самые плодотворные работы: «Врата рая» (1980), «Взломщики сердец» (2004), «Исчезновение Элеанор Ригби» (2014) и «Громче, чем бомбы» (2015).
Помимо достижений в кино и на телевидении, у актрисы имеется ряд государственных наград и званий, в их числе: офицер орденов Почётного легиона (2009, кавалер с 1999 года) и Национального ордена «За заслуги» (2005 г., кавалер с 1994 года). В 2016 году на фестивале «Послание к человеку», Изабель Юппер была награждена специальным призом, за заслуги в мировом кинематографе.

## Ранние годы и образование
Изабель Юппер родилась в 16-м округе Парижа. Её имя при рождении — Изабель Анна Мадлен Юппер. Мать актрисы Анник Юппер (урождённая Бо) — преподаватель английского языка, а отец Раймон Юппер — производитель сейфов. У Изабель есть три старшие сестры и старший брат. Отец актрисы был евреем, он скрывал своё происхождение во время Второй мировой войны. Мать Юппер воспитывала её в католической вере.
С одобрения матери Изабель начала изучать актёрское мастерство в молодом возрасте и стала подростковой звездой в Париже. Позже она посетила Версальскую консерваторию, где получила специальный приз за свою начинающуюся актёрскую работу. Изабель Юппер также является выпускницей славянского отделения Парижского университета и Высшей национальной консерватории драматического искусства в Париже.

## Карьера
Изабель Юппер начала свою актёрскую карьеру в 1971 году с небольшой роли в телефильме «Пруссак», год спустя состоялся её кинодебют в фильме Нины Компанеец «Фаустина и жаркое лето» (Faustine et le bel été), в том же году она сыграла сестру главной героини в фильме Клода Соте, «Сезар и Розали» (César et Rosalie). По словам Юппер, большое влияние на неё оказали советские фильмы — после просмотра фильма «Летят журавли» (1957) она решила стать актрисой.
В начале 1970-х годов Юппер играла роли девушек-подростков, в том числе в картинах «Бар на развилке» (1972) (Le Bar de la fourche) и «Вальсирующие» (1974) Бертрана Блие. Важным этапом её актёрской карьеры стал снятый в том же году остросоциальный фильм Ива Буассе «Дюпон Лажуа» (в советском прокате — «Это случилось в праздник»).
После работы в фильме «Сезар и Розали» Изабель Юппер начала брать уроки актёрского мастерства, и в следующей картине, «Алоиза» (1975) (Aloise) режиссёра Лилиан де Кермадек, выступила уже как профессиональная актриса. В следующем году она сыграла роль девушки, заболевшей раком, в фильме «Доктор Франсуаза Гайян» (1976) (Docteur Françoise Gailland).
Первая большая роль Юппер была в фильме Бертрана Тавернье «Судья и убийца» (1975), в котором её партнёрами стали такие звёзды, как Филипп Нуаре и Мишель Галабрю. Её героиня — простолюдинка, возлюбленная следователя Руссо, активная участница профсоюзного движения во Франции рубежа XIX—XX веков, сочетала в себе хрупкую женственность и мужское бесстрашие.
В конце 1970-х годов Изабель Юппер познакомилась с Клодом Шабролем, который пригласил её в свой фильм «Виолетта Нозьер» (1978), в котором она сыграла реального персонажа — женщину, отравившую в 1930-х годах собственного отца. Впоследствии Юппер работала с Шабролем ещё над четырьмя картинами: «Женское дело» (1988; приз за лучшую женскую роль на Венецианском кинофестивале), «Мадам Бовари» (1991; приз за лучшую женскую роль на Московском МКФ), «Церемония» (1995; премия «Сезар» и Приз Венецианского кинофестиваля за лучшую женскую роль) и «Ставки сделаны» (1997). Экранизация романа Гюстава Флобера, «Мадам Бовари» (1991), была задумана Клодом Шабролем специально для актрисы.
Одна из наиболее значимых работ актрисы — роль Жанны в фильме Клода Шаброля «Церемония» (1995), в котором её партнёршей по фильму стала актриса Сандрин Боннер. В основе сюжета — история двух женщин Софи и Жанны, ненавидящих своих богатых врагов, которым больше повезло в жизни, и вскоре они решают убить работодателей Софи. За свою роль Изабель Юппер была удостоена премии «Сезар» за «Лучшую женскую роль», премии «Люмьер» как «Лучшая актриса», а также (совместно с Сандрин Боннер) получила Кубок Вольпи за лучшую женскую роль (Венецианский кинофестиваль).
Изабель Юппер считается актрисой противоречий, она часто играет загадочных, замкнутых и роковых женщин. Такова её Альфонсина Плесси в фильме Мауро Болоньини «Подлинная история дамы с камелиями» (1981), снятом по роману Александра Дюма-сына. В 1980 году Юппер сыграла одну из самых удачных ролей в фильме Марты Месарош «Наследницы» (в советском прокате — «Вторая жена»).
Юппер работает в основном с режиссёрами французского и европейского «авторского кино» (Вернер Шрётер, Серж Бозон), авангардными театральными режиссёрами (Роберт Уилсон) и почти не появляется в фильмах развлекательных массовых жанров. Её дебют в американском кино состоялся в 1980 году в фильме Майкла Чимино «Врата рая» (1980). Фильм получил отрицательные отзывы критиков и вскоре его ждал кассовый провал, однако несколько десятилетий спустя он был переоценён, причём некоторые критики посчитали, что «это шедевр, который не заметили».
Актриса также снялась у Бертрана Тавернье в фильме «Избалованные дети» (1977) (Des enfants gâtés) и «Безупречная репутация» (1981), играла у Бертрана Блие в фильме «Вальсирующие» (1974) и «Женщина моего друга» (1983), работала с Жаном-Люком Годаром в фильмах «Спасай, кто может» (1980) (Sauve qui peut) и «Страсть» (1982), сыграла Энн Бронте в фильме Андре Тешине «Сёстры Бронте» (1979) и главную роль в фильме Мориса Пиала «Лулу» (1980).
В 1994 году Изабель Юппер снялась в фильме Игоря Минаева «Наводнение» (1993), снятом по рассказу Евгения Замятина. Актриса выступила в роли женщины, которая убивает более молодую и удачливую соперницу, чтобы спасти свою любовь.

В 2001 году она снялась в фильме Михаэля Ханеке «Пианистка» (2001), снятом по одноимённому роману Эльфриды Елинек. За исполнение этой роли Изабель Юппер получила Приз за лучшую женскую роль Каннского кинофестиваля и номинацию на премию «Сезар» за «Лучшую женскую роль», а её партнёр Бенуа Мажимель — приз за лучшую мужскую роль.
В 2002 году актриса снялась в комедийном фильме Франсуа Озона, «8 женщин» (2002), снятом по пьесе Робера Тома (1961). В основе сюжета — история восьми женщин, расследующих убийство хозяина дома, в котором они собрались. За эту роль Изабель Юппер была в 12-й раз номинирована на премию «Сезар» за «Лучшую женскую роль», также она получила награды: «Золотой овен», «Серебряный медведь» Берлинского кинофестиваля и «Премию Европейской киноакадемии».
Изабель Юппер — одна из четырёх актрис, награждённых призом за лучшую женскую роль Каннского кинофестиваля дважды (другие актрисы — Ванесса Редгрейв, Хелен Миррен и Барбара Херши).
Изабель Юппер была членом жюри Каннского кинофестиваля в 1984 году и председателем жюри 62-го Каннского кинофестиваля (с 13 по 24 мая 2009 года). На этом посту она присудила «Золотую пальмовую ветвь» австрийскому режиссёру Михаэлю Ханеке за «Лучшую режиссуру» фильма «Белая лента». На счету актрисы самое большое количество фильмов, представленных в его официальной программе — 16 кинокартин.
Другие наиболее известные и значимые фильмы с участием Изабель Юппер: «Спасибо за шоколад» (2000), «Время волков» (2003), «Моя мать» (2004), «Габриель» (2005), «Скрытая любовь» (2007), «Моя маленькая принцесса» (2011), «Любовь» (2012), «Монахиня» (2013), «Исчезновение Элеанор Ригби» (2014) и «Громче, чем бомбы» (2015).
Одна из самых её значимых работ в кино — роль Мишель Леблан в триллере Пола Верховена «Она» (2016). За её исполнение актриса была удостоена премии «Золотой глобус» за лучшую женскую роль в драматическом фильме и премии «Сезар», за «Лучшую женскую роль», а также была номинирована на премию «Оскар» за «Лучшую женскую роль». Также в 2016 году Юппер снялась в фильмах: «Будущее», «Воспоминание», «Заказать де люкс» и «Ложные признания».
В 2017 году вышли четыре фильма с участием Изабель Юппер: «Две матери, две дочери», «Хэппи-энд», «Камера Клэр» и «Миссис Хайд».
В 2018 году Изабель Юппер сыграла главные роли в двух кинокартинах. В триллере Бенуа Жако «Ева» она сыграла загадочную и роковую куртизанку, а её партнёром по фильму стал Гаспар Ульель. Далее в прокат вышел американский триллер лауреата премии «Оскар» Нила Джордана, под названием «В объятиях лжи». В нём Юппер сыграла одинокую, психически неуравновешенную женщину — Грету Хидег. В фильме также снялись Хлоя Морец и Майка Монро.
В 2024 году Юппер возглавила жюри 81-го Венецианского кинофестиваля на острове Лидо.

## Отзывы критиков
- Дэвид Томсон высказал мнение об актёрской работе актрисы в фильме «Мадам Бовари» (1991): «Изабель Юппер нужно оценить как самую совершенную актрису наших дней, даже если на первый взгляд ей не хватает страсти или агонии её современницы Изабель Аджани»[22].
- Стюарт Джеффрис наблюдал за работой актрисы в фильме «Пианистка» (2001): «Это, безусловно, одна из величайших работ Юппер, уже прославленной актрисы, хотя это очень тяжело смотреть»[22].
- Михаэль Ханеке о работе Изабель в фильме «Любовь» (2012): «Юппер обладает таким профессионализмом, как она может представлять страдания. На одном конце крайнее страдание, а на другом её ледяной интеллектуальный взгляд. Никакая другая актриса не может сочетать два этих чувства в своей игре»[22].
- Роджер Эберт высказал мнение об актёрской игре Юппер:

Изабель Юппер своей игрой создаёт один хороший фильм за другим…. она бесстрашная. Режиссёры часто удивляются тому как она умеет преподнести в фильм депрессию, навязчивость, эгоизм и отчаяние. Она может быть весёлой и прелестной, как и многие другие актрисы. Что касается пустоты её лица. Она в полной мере командует своим физическим образом в фильме, что создаёт такой притягательный, задумчивый, отрешённый и опустошённый взгляд.
Оригинальный текст (англ.)Isabelle Huppert makes one good film after another.... she is fearless. Directors often depend on her gift for conveying depression, compulsion, egotism and despair. She can be funny and charming, but then so can a lot of actors. She is in complete command of a face that regards the void with blankness.

- В 2010 году журнал Van Airsdale описал Изабель Юппер как самую величайшую в мире экрана актрису[24].
- После работы в фильме «Она» (2016) Юппер возглавила список рейтинга 25 лучших выступлений 2016 года[25].
- Критики высказались о работе актрисы в этом фильме:

Юппер управляет эмоциональной гаммой во всех своих ролях. Она может быть плотской, дикой, разбитой, вялой, неуязвимой, но женщиной на грани краха, которая отказывается поддаваться своей неустойчивости. Её карьера охватывает четыре десятилетия и у неё имеется множество наград и премий, но с этим фильмом, она вполне могла бы быть лучшей актрисой года.
Оригинальный текст (англ.)Huppert controls the emotional gamut in all his roles. It can be carnal, wild, broken, lethargic, invulnerable, but a woman on the verge of collapse, which refuses to succumb to its instability. Her career spans four decades and she has many awards and prizes, but with this film, she might well be the best actress of the year.

- В 2020 году The New York Times высоко оценила актёрскую работу Юппер и поставила актрису на 2-е место в списке 25 лучших актёров XXI века (англ. The 25 Greatest Actors of the 21st Century)[26].

## Личная жизнь
С 1982 года Изабель Юппер замужем за режиссёром Рональдом Шама, евреем ливанского происхождения. Дети: Лолита (род. 1983), Лоренцо (род. 1988) и Анджело (род. 1997). Со своей дочерью Лолитой Шама, Юппер снялась в фильмах «Женское дело»(1988), «Копакабана» (2010) и «Две матери, две дочери» (2017). Изабель Юппер живёт столь же замкнуто и сдержанно, как большинство её героинь. Она не любит давать интервью, умалчивает о личной жизни и не рассказывает о планах на будущее. Актриса является владельцем кинотеатра «Revival house».

## Фильмография
| Год  |     | Русское название                         | Оригинальное название                      | Роль                        |
| ---- | --- | ---------------------------------------- | ------------------------------------------ | --------------------------- |
| 1971 | тф  | Пруссак                                  | Le Prussien                                | Элизабет                    |
| 1971 | с   | Сто футов мужчин                         | Les Cent Livres Hommes                     | Жильберта                   |
| 1972 | ф   | Фаустина и жаркое лето                   | Faustine et le bel été                     | студентка                   |
| 1972 | ф   | Бар на развилке                          | Le bar de la fourche                       | Энни Смит                   |
| 1972 | тф  | Фигаро здесь, Фигаро там                 | Figaro-ci, Figaro-là                       | Полин                       |
| 1972 | ф   | Сезар и Розали                           | César et Rosalie                           | Марита                      |
| 1973 | тф  | Подлинная история                        | Histoire vraie                             | Аделаида                    |
| 1973 | тф  | Хозяин пансиона                          | Le maître de pension                       | Анни                        |
| 1973 | тф  | Драккар                                  | Le drakkar                                 | Иоланда                     |
| 1973 | тф  | Была не была                             | Vogue la galère                            | Клотильда                   |
| 1974 | ф   | Постепенное погружение в удовольствие    | Glissements progressifs du plaisir         | Бит                         |
| 1974 | ф   | Вальсирующие                             | Les valseuses                              | Жаклин                      |
| 1974 | тф  | Мадам Батист                             | Madame Baptiste                            | Бланш                       |
| 1974 | тф  | Язвы и ссадины                           | Plaies et bosses                           | Пэтси Лаккан                |
| 1974 | ф   | Ампелопед                                | L'ampélopède                               | рассказчица                 |
| 1975 | ф   | Серьёзный, как удовольствие              | Sérieux comme le plaisir                   | девушка                     |
| 1975 | ф   | Дюпон Лажуа                              | Dupont Lajoie                              | Брижит Колен                |
| 1975 | ф   | Бутон розы                               | Rosebud                                    | Элен Николаос               |
| 1975 | ф   | Алоиза                                   | Aloïse                                     | юная Алоиза                 |
| 1975 | ф   | Большой экстаз                           | Le grand délire                            | Мари                        |
| 1976 | ф   | Доктор Франсуаза Гайян                   | Docteur Françoise Gailland                 | Элизабет Гайян              |
| 1976 | ф   | Судья и убийца                           | Le juge et l'assassin                      | Роуз                        |
| 1976 | ф   | Малыш Марсель                            | Le petit Marcel                            | Иветта                      |
| 1976 | ф   | Я, Пьер Ривьер                           | Je suis Pierre Rivière                     | Эйми                        |
| 1977 | ф   | Кружевница                               | La dentellière                             | Пом                         |
| 1977 | ф   | Избалованные дети                        | Des enfants gâtés                          | заместитель секретаря       |
| 1977 | ф   | Индейцы ещё далеко                       | Les Indiens sont encore loin               | Женни Керн                  |
| 1977 | тф  | С любовью не шутят                       | On ne badine pas avec l'amour              | Камилла                     |
| 1978 | ф   | Виолетта Нозьер                          | Violette Nozière                           | Виолетта Нозьер             |
| 1979 | ф   | Возвращение к возлюбленной               | Retour à la bien-aimée                     | Жанна Керн                  |
| 1979 | ф   | Сёстры Бронте                            | Les soeurs Brontë                          | Энн Бронте                  |
| 1980 | ф   | Вторая жена                              | Örökség                                    | Ирен                        |
| 1980 | ф   | Лулу                                     | Loulou                                     | Нелли                       |
| 1980 | ф   | Спасай, кто может (свою жизнь)           | Sauve qui peut                             | Изабель Ривьер              |
| 1980 | ф   | Врата рая                                | Heaven's Gate                              | Элла Уотсон                 |
| 1981 | ф   | Подлинная история дамы с камелиями       | La storia vera della signora dalle camelie | Альфонсина Плесси           |
| 1981 | ф   | Крылья голубки                           | Les ailes de la colombe                    | Мари                        |
| 1981 | ф   | Безупречная репутация                    | Coup de torchon                            | Роза                        |
| 1981 | ф   | Глубокие воды                            | Eaux profondes                             | Мелани                      |
| 1982 | ф   | Страсть                                  | Passion                                    | Изабель                     |
| 1982 | ф   | Форель                                   | La truite                                  | Фредерика                   |
| 1983 | ф   | История Пьеры                            | Storia di Piera                            | Пьера                       |
| 1983 | ф   | Любовь с первого взгляда                 | Coup de foudre                             | Лена Вебер                  |
| 1983 | ф   | Женщина моего друга                      | La femme de mon pote                       | Вивиан                      |
| 1984 | ф   | Потаскушка                               | La garce                                   | Алина Каминкер / Эдит Вебер |
| 1985 | ф   | Подпись Шарлотты                         | Signé Charlotte                            | Шарлотта                    |
| 1985 | ф   | Заварушка                                | Sac de noeuds                              | Роза-Мари Мартен            |
| 1986 | ф   | Кактус                                   | Cactus                                     | Коло                        |
| 1987 | ф   | Окно спальни                             | The Bedroom Window                         | Сильвия Вентворт            |
| 1988 | ф   | Бесы                                     | Les possédés                               | Мария Шатова                |
| 1988 | ф   | Женское дело                             | Une affaire de femmes                      | Мари                        |
| 1988 | ф   | Чёрный Милан                             | Milan noir                                 | Сара                        |
| 1989 | ф   | Переселение                              | Seobe                                      | Дафина Исакович             |
| 1990 | ф   | Месть женщины                            | La vengeance d'une femme                   | Сесиль                      |
| 1991 | ф   | Малина                                   | Malina                                     | фрау                        |
| 1991 | ф   | Мадам Бовари                             | Madame Bovary                              | Эмма Бовари                 |
| 1992 | ф   | После любви                              | Après l'amour                              | Лола                        |
| 1993 | ф   | Наводнение                               | Navodneniye                                | София                       |
| 1994 | ф   | Дилетанты                                | Amateur                                    | Изабель                     |
| 1994 | ф   | Разрыв                                   | La séparation                              | Анна                        |
| 1995 | ф   | Церемония                                | La cérémonie                               | Жанна                       |
| 1996 | мтф | Путешествия Гулливера                    | Gulliver's Travels                         | госпожа Гуигнгнм            |
| 1996 | ф   | Избирательное сродство                   | Le affinità elettive                       | Карлотта                    |
| 1997 | ф   | Награда доктора Шутца                    | Les palmes de M. Schutz                    | Мария Кюри                  |
| 1997 | ф   | Ставки сделаны                           | Rien ne va plus                            | Элизабет / Бетти            |
| 1998 | ф   | Школа плоти                              | L'école de la chair                        | Доминик                     |
| 1999 | ф   | Только не скандал                        | Pas de scandale                            | Агнес Жанкур                |
| 2000 | ф   | Современная жизнь                        | La vie moderne                             | Клер                        |
| 2000 | ф   | Фальшивая служанка                       | La fausse suivante                         | графиня                     |
| 2000 | ф   | Дочери короля                            | Saint-Cyr                                  | мадам де Ментенон           |
| 2000 | ф   | Сентиментальные судьбы                   | Les destinées sentimentales                | Натали Барнери              |
| 2000 | ф   | Спасибо за шоколад                       | Merci pour le chocolat                     | Мари-Клер «Мика» Мюллер     |
| 2000 | ф   | Сын двух матерей, или комедия невинности | Comédie de l'innocence                     | Ариана                      |
| 2001 | тф  | Медея                                    | Médée                                      | Медея                       |
| 2001 | ф   | Пианистка                                | La pianiste                                | Эрика Коют                  |
| 2002 | ф   | 8 женщин                                 | 8 femmes                                   | Огюстина, сестра Габи       |
| 2002 | ф   | Двое                                     | Deux                                       | Магдалена / Мария           |
| 2002 | ф   | Жизнь обетованная                        | La vie promise                             | Сильвия                     |
| 2003 | ф   | Время волков                             | Le temps du loup                           | Анна Лоран                  |
| 2004 | ф   | Моя мать                                 | Ma mère                                    | Элен                        |
| 2004 | ф   | Взломщики сердец                         | I Heart Huckabees                          | Катрин Вобан                |
| 2004 | ф   | Недовольные сёстры                       | Les soeurs fâchées                         | Мартина Демути              |
| 2005 | ф   | Габриель                                 | Gabrielle                                  | Габриель Эрве               |
| 2006 | ф   | Комедия власти                           | L'ivresse du pouvoir                       | Жанна Шарман-Киллмен        |
| 2006 | ф   | Частная собственность                    | Nue propriété                              | Паскаль                     |
| 2007 | ф   | Чудо Медеи                               | Médée miracle                              | Ирен-Медея                  |
| 2007 | ф   | Скрытая любовь                           | L'amore nascosto                           | Даниель                     |
| 2008 | ф   | Дом                                      | Home                                       | Марта                       |
| 2008 | ф   | Плотина против Тихого океана             | Un barrage contre le Pacifique             | настоятельница монастыря    |
| 2009 | ф   | Вилла Амалия                             | Villa Amalia                               | Анна                        |
| 2009 | ф   | Белый материал                           | White Material                             | Мария Виаль                 |
| 2010 | ф   | Копакабана                               | Copacabana                                 | Элизабет Дельмот            |
| 2010 | с   | Закон и порядок: Специальный корпус      | Law & Order: Special Victims Unit          | Софи Жерар                  |
| 2010 | ф   | Особые отношения                         | Sans queue ni tête                         | Элис Бержерак               |
| 2011 | ф   | Моя маленькая принцесса                  | My Little Princess                         | Ханна Джурджу               |
| 2011 | ф   | Мой самый страшный кошмар                | Mon pire cauchemar                         | Агата Новик                 |
| 2012 | мф  | Фламинго Дубая                           | Dubaï Flamingo                             | коза                        |
| 2012 | ф   | Захваченные                              | Captive                                    | Тереза Бургуэн              |
| 2012 | ф   | Любовь                                   | Amour                                      | Ева                         |
| 2012 | ф   | В другой стране                          | Da-reun na-ra-e-seo                        | Анна                        |
| 2012 | ф   | Спящая красавица                         | Bella addormentata                         | Дивина Мадре                |
| 2012 | ф   | Линии Веллингтона                        | Linhas de Wellington                       | Козима Пиа                  |
| 2013 | ф   | Монахиня                                 | La religieuse                              | настоятельница монастыря    |
| 2013 | ф   | Одним меньше                             | Dead Man Down                              | Валентина Лузон             |
| 2013 | ф   | Тип Топ                                  | Tip Top                                    | Эстер Лафарж                |
| 2013 | ф   | Злоупотребление слабостью                | Abus de faiblesse                          | Мод Шонберг                 |
| 2014 | ф   | Исчезновение Элеанор Ригби               | The Disappearance of Eleanor Rigby         | Мэри Ригби                  |
| 2014 | ф   | Круговерть                               | La ritournelle                             | Брижит Лекану               |
| 2015 | ф   | Громче, чем бомбы                        | Louder Than Bombs                          | Изабель Рид                 |
| 2015 | ф   | Асфальт                                  | Asphalte                                   | Жанна Майер                 |
| 2015 | ф   | Долина любви                             | Valley of Love                             | Изабель                     |
| 2016 | ф   | Она                                      | Elle                                       | Мишель Леблан               |
| 2016 | ф   | Будущее                                  | L'Avenir                                   | Натали Шазо                 |
| 2016 | ф   | Воспоминание                             | Souvenir                                   | Лилиан Шеверни / Лора       |
| 2016 | ф   | Заказать де люкс                         | Tout de suite maintenant                   | Сольвейг                    |
| 2016 | тф  | Ложные признания                         | Les fausses confidences                    | Араминта                    |
| 2017 | ф   | Две матери, две дочери                   | Barrage                                    | Элизабет                    |
| 2017 | ф   | Хэппи-энд                                | Happy End                                  | Энн Лоран                   |
| 2017 | ф   | Камера Клэр                              | La camera de Claire                        | Клэр                        |
| 2017 | ф   | Миссис Хайд                              | Madame Hyde                                | Мари Жекиль / мадам Хайд    |
| 2018 | ф   | Ева                                      | Eva                                        | Ева                         |
| 2018 | ф   | В объятиях лжи                           | Greta                                      | Грета Хидег                 |
| 2018 | мф  | Остров собак                             | Isle of Dogs                               | переводчица Нельсон         |
| 2018 | с   | Романовы                                 | The Romanoffs                              | Жаклин Жерар                |
| 2019 | ф   | Золотая молодёжь                         | Une jeunesse dorée                         | Люсиль Вуд                  |
| 2019 | ф   | Белоснежка. Сказка для взрослых          | Blanche comme neige                        | Мод                         |
| 2019 | ф   | Фрэнки                                   | Frankie                                    | Фрэнки                      |
| 2022 | ф   | О Джоан                                  | À propos de Joan                           | Джоан Верра                 |
| 2022 | ф   | Иа                                       | Io                                         | графиня                     |
| 2022 | ф   | Миссис Харрис едет в Париж               | Mrs. Harris Goes to Paris                  | Клодин Колбер               |
| 2022 | ф   | Лёгкая добыча                            | La Syndicaliste                            | Морин Кирни                 |
| 2022 | ф   | Тень Караваджо                           | L’ombra di Caravaggio                      | Костанца Сфорца Колонна     |
| 2023 | ф   | Моё преступление                         | Mon Crime                                  | Одетт Шамет                 |
| 2023 | ф   | Сидони в Японии                          | Sidonie au Japon                           | Сидони Персиваль            |
| 2024 | ф   | Нужды путешественника                    | 여행자의 필요                              | Ирис                        |
| 2024 | ф   | Люди по соседству                        | Les Gens d'à côté                          | Люси                        |
| 2025 | ф   | Луз                                      | 花明渡                                     | Сабина                      |

## Роли в театре
| Год       | Название                            | Роль                     | Место проведения | Ист.   |
| --------- | ----------------------------------- | ------------------------ | --- | ------ |
| 1971—1972 | Смешные жеманницы                   | Люсиль                   | Театр Комеди-Франсез, Париж | [ 32 ] |
| 1972      | Голодарь                            | пантера в клетке         | Национальный театр Даниэля Сорано, Париж / Фестиваль искусств Шираз | [ 33 ] |
| 1973      | Подлинная история Джека Потрошителя | имя персонажа неизвестно | Театр Ле-Селенте, Париж | [ 34 ] |
| 1973      | Скупой                              | Марианна                 | Тур по университетам в 25 американских штатах | [ 35 ] |
| 1973      | Будет ли ещё лето?                  | Мюриэль                  | Театр «Одеон», Париж | [ 36 ] |
| 1974      | По ком звонит колокол               | Мария                    | Комеди де Реймс | [ 37 ] |
| 1975      | Путешествие вокруг моего горшка     | имя персонажа неизвестно | Театр Иссайон, Париж | [ 33 ] |
| 1977      | С любовью не шутят                  | Камилла                  | Буфф дю Нор, Париж | [ 38 ] |
| 1989      | Месяц в деревне                     | Наталья Петровна         | Театр Эдуарда VII, Париж | [ 39 ] |
| 1991      | Мера за меру                        | Изабелла                 | Театр «Одеон» / Национальный народный театр, Париж / Оперный театр «Де-Клермон-Ферран» / Мезон-де-ла-Культура, Шамбери / Театр «Де-Ним» / Мезон-де-ла-Культура, Гавр                          | [ 40 ] |
| 1992      | Жанна д’Арк на костре               | Жанна д’Арк              | Опера Бастиль, Париж | [ 41 ] |
| 1993—1995 | Орландо                             | Орландо                  | Театр ВиДи, Лозаннской / Театр «Одеон», Париж | [ 42 ] |
| 1996      | Мария Стюарт                        | Мария Стюарт             | Королевский национальный театр, Лондон | [ 43 ] |
| 2000—2001 | Медея                               | Медея                    | Авиньонский фестиваль / Театр «Одеон», Париж / Ла-Рошель / Тулуза | [ 44 ] |
| 2002—2003 | Психоз 4.48                         | она                      | Театр «Буфф дю Нор», Париж / экскурсия по г. Кан, Женева, Лорьян, Лиссабон, Лион, Ренн, Сан-Паулу                                                                                             | [ 45 ] |
| 2003      | Жанна д’Арк на костре               | Жанна д’Арк              | Национальный театр Сан-Карлуш, Лиссабон | [ 46 ] |
| 2005      | Гедда Габлер                        | Гедда Габлер             | Театр «Одеон», Париж / экскурсия по г. Кан, Женева, Барселона, Эрувиль-Сен-Клер, фестиваль-де-ла-Рун                                                                                          | [ 47 ] |
| 2005      | Психоз 4.48                         | она                      | Театр «Дес», Париж / Калифорнийский университет искусств, Лос-Анджелес / Бруклинская музыкальная академия / Монреаль / Берлин / Мелан                                                         | [ 48 ] |
| 2006—2007 | Квартет                             | Мадам де Мертей          | Театр «Одеон», Париж / Театр Пикколо ди Милано, Милан / Берлинер Фестшпиле / Театр Дю Жимназ, Марсель / Комеди де Женев                                                                       | [ 49 ] |
| 2008      | Бог резни                           | Вероника Валлон          | Театр Антуана-Симона Беррау, Париж | [ 50 ] |
| 2009      | Квартет                             | Мадам де Мертей          | Сан-Паулу / Порту-Алегри / Бруклинская музыкальная академия | [ 51 ] |
| 2010—2012 | Трамвай «Желание»                   | Бланш Дюбуа              | Театр «Одеон», Париж / Берлинер Фестшпиле / Maison de la culture de Grenoble / Гранд театр де Люксембург / Польский театр в Варшаве / Афины / Женева / Амстердам / Гаага / Фестиваль Аделаида | [ 52 ] |
| 2013—2014 | Служанки                            | Соланж                   | Театральная компания Сиднея, Сидней / New York City Center | [ 53 ] |
| 2014—2015 | Ложные признания                    | Арамита                  | Театр «Одеон», Париж / Туры во Франции | [ 54 ] |
| 2016      | Федра (различные постановки)        | Федра                    | Театр «Одеон», Париж / Комеди де Клермон-Ферран / Барбикан, Лондон / Бруклинская музыкальная академия / Театр де Льеж / Культурный центр Онассиса, Афины                                      | [ 55 ] |
| 2019      | Мать                                | Мама                     | Atlantic Theater Company, Нью-Йорк | [ 56 ] |
| 2020      | Стеклянный зверинец                 | Аманда Вингфилд          | Odéon-Théâtre de l’Europe, Париж | [ 57 ] |

## Дискография
Альбомы
- 2001: «Madame Deshouli‘eres» (совместно с Жан-Луи Мюра[англ.])[58][59].

Песни
- 1976: «La Commune Est En Lutte» (саундтрек к фильму Судья и убийца)[60];
- 1976: «Promenade» (саундтрек к фильму Судья и убийца)[60];
- 1981: «Dans La Chambre Vide (Romance)» (саундтрек к фильму Безупречная репутация)[61];
- 1985: «Signé Charlotte! (Souvenir Chiffonné)» (саундтрек к фильму Подпись Шарлотты[англ.])[62];
- 2002: «Message Personnel» (саундтрек к фильму 8 женщин)[63];
- 2004: «Rue De Jollières» (саундтрек к фильму Недовольные сёстры[англ.])[64];
- 2016: «Joli Garçon» (саундтрек к фильму Сувенир[англ.])[65];
- 2016: «Souvenir» (саундтрек к фильму Сувенир)[65].

Аудиокниги
- 1988: «Le Roseau révolté» (Нина Берберова)[66];
- 1994: «The Flood» (L’Inondation) (Евгений Замятин)[67];
- 1994: «Music and Poetry» (Musique et Poésie) (Ингеборг Бахман) (Voix de femmes pour la démocratie)[68];
- 2009: «Tropisms» (Tropismes) (Натали Саррот)[69].

## Награды и номинации
Французская актриса Изабель Юппер получила более девяти десятков наград и номинаций за свою актёрскую карьеру. К ним относятся две премии «Сезар», премия BAFTA, премия «Золотой глобус», премия «Независимый дух», номинация на премию «Оскар» и др. Более подробный список наград и номинаций находится на сайте IMDb.com.

### Оскар
| Год  | Категория           | Работа | Результат |
| ---- | ------------------- | ------ | --------- |
| 2017 | Лучшая женская роль | Она    | Номинация |

### BAFTA
| Год  | Категория                                  | Работа     | Результат |
| ---- | ------------------------------------------ | ---------- | --------- |
| 1978 | Лучшая актриса дебютирующая в главной роли | Кружевница | Победа    |

### Сезар
| Год  | Категория                         | Работа                | Результат |
| ---- | --------------------------------- | --------------------- | --------- |
| 1976 | Лучшая женская роль второго плана | Алоиза                | Номинация |
| 1978 | Лучшая женская роль               | Кружевница            | Номинация |
| 1979 | Лучшая женская роль               | Виолетта Нозьер       | Номинация |
| 1981 | Лучшая женская роль               | Лулу                  | Номинация |
| 1982 | Лучшая женская роль               | Безупречная репутация | Номинация |
| 1989 | Лучшая женская роль               | Женское дело          | Номинация |
| 1995 | Лучшая женская роль               | Разрыв                | Номинация |
| 1996 | Лучшая женская роль               | Церемония             | Победа    |
| 1999 | Лучшая женская роль               | Школа плоти           | Номинация |
| 2001 | Лучшая женская роль               | Дочери короля         | Номинация |
| 2002 | Лучшая женская роль               | Пианистка             | Номинация |
| 2003 | Лучшая женская роль               | 8 женщин              | Номинация |
| 2006 | Лучшая женская роль               | Габриель              | Номинация |
| 2013 | Лучшая женская роль второго плана | Любовь                | Номинация |
| 2016 | Лучшая женская роль               | Долина любви          | Номинация |
| 2017 | Лучшая женская роль               | Она                   | Победа    |

### Давид ди Донателло
| Год  | Категория                 | Работа       | Результат |
| ---- | ------------------------- | ------------ | --------- |
| 1980 | Лучшая зарубежная актриса | Кружевница   | Победа    |
| 1989 | Лучшая зарубежная актриса | Женское дело | Номинация |
| 2003 | Почётная награда          | н/д          | Победа    |

### Премия Европейской киноакадемии
| Год  | Категория                            | Работа    | Результат |
| ---- | ------------------------------------ | --------- | --------- |
| 2001 | Лучшая актриса                       | Пианистка | Победа    |
| 2002 | Лучшая актриса                       | 8 женщин  | Победа    |
| 2002 | Приз зрительских симпатий            | 8 женщин  | Номинация |
| 2004 | Приз зрительских симпатий            | Моя Мать  | Номинация |
| 2016 | Лучшая актриса                       | Она       | Номинация |
| 2009 | Выдающиеся достижения в мировом кино | н/д       | Победа    |

### Золотой глобус
| Год  | Категория                   | Работа | Результат |
| ---- | --------------------------- | ------ | --------- |
| 2017 | Лучшая женская роль — драма | Она    | Победа    |

### Готэм
| Год  | Категория      | Работа | Результат |
| ---- | -------------- | ------ | --------- |
| 2016 | Лучшая актриса | Она    | Победа    |

### Независимый дух
| Год  | Категория           | Работа | Результат |
| ---- | ------------------- | ------ | --------- |
| 2017 | Лучшая женская роль | Она    | Победа    |

### Люмьер
| Год  | Категория        | Работа             | Результат |
| ---- | ---------------- | ------------------ | --------- |
| 1996 | Лучшая актриса   | Церемония          | Победа    |
| 2001 | Лучшая актриса   | Спасибо за шоколад | Победа    |
| 2006 | Лучшая актриса   | Габриель           | Победа    |
| 2007 | Лучшая актриса   | Комедия власти     | Номинация |
| 2016 | Лучшая актриса   | Долина любви       | Номинация |
| 2016 | Почётная награда | н/д                | Победа    |
| 2017 | Лучшая актриса   | Она                | Победа    |

### Мольер
| Год  | Категория        | Работа                  | Результат |
| ---- | ---------------- | ----------------------- | --------- |
| 1989 | Лучшая актриса   | Месяц в стране          | Номинация |
| 1994 | Лучшая актриса   | Орландо                 | Номинация |
| 1995 | Лучшая актриса   | Орландо                 | Номинация |
| 2001 | Лучшая актриса   | Медея                   | Номинация |
| 2005 | Лучшая актриса   | Гедда Габлер            | Номинация |
| 2014 | Лучшая актриса   | Ле Узор Фаусес Конфедес | Номинация |
| 2016 | Лучшая актриса   | Федра                   | Номинация |
| 2017 | Почётная награда | н/д                     | Победа    |
| 2022 | Лучшая актриса   | Вишнёвый сад            | Номинация |
| 2023 | Лучшая актриса   | Стеклянный зверинец     | Номинация |

### Спутник
| Год  | Категория                       | Работа | Результат |
| ---- | ------------------------------- | ------ | --------- |
| 2017 | Лучшая женская роль — Кинофильм | Она    | Победа    |

### AACTA Awards
| Год  | Категория      | Работа | Результат |
| ---- | -------------- | ------ | --------- |
| 2017 | Лучшая актриса | Она    | Номинация |

### Кинофестивали
| Название                                            | Год  | Категория                                                           | Работа                  | Результат |
| --------------------------------------------------- | ---- | ------------------------------------------------------------------- | ----------------------- | --------- |
| Берлинский кинофестиваль                            | 2002 | Выдающиеся артистические достижения (в составе актёрского ансамбля) | 8 женщин                | Победа    |
| Art Film Festival                                   | 2007 | Почётная награда                                                    | н/д                     | Победа    |
| Кинофестиваль в Боготе                              | 1989 | Лучшая актриса                                                      | Женское дело            | Победа    |
| Кинофестиваль в Пусане                              | 2011 | Почётная награда                                                    | н/д                     | Победа    |
| Кинофестиваль в Каире                               | 2010 | Лучшая актриса                                                      | Копакабана              | Победа    |
| Каннский кинофестиваль                              | 1978 | Приз за лучшую женскую роль                                         | Виолетта Нозьер         | Победа    |
| Каннский кинофестиваль                              | 2001 | Приз за лучшую женскую роль                                         | Пианистка               | Победа    |
| Каннский кинофестиваль                              | 2017 | Почётная награда                                                    | н/д                     | Победа    |
| Festival International du Film Francophone de Namur | 2008 | Почётная награда                                                    | н/д                     | Победа    |
| Кинофестиваль в Гамбурге                            | 2003 | Премия Дугласа Сирка                                                | н/д                     | Победа    |
| Кинофестиваль Людвигсбург                           | 2001 | Почётная награда                                                    | н/д                     | Победа    |
| Кинофестиваль в Генте                               | 2011 | Награда имени Джозефа Плато                                         | н/д                     | Победа    |
| Кинофестиваль в Стамбуле                            | 2011 | Почётная награда                                                    | н/д                     | Победа    |
| Карловарский кинофестиваль                          | 2009 | Почётная награда за выдающийся вклад в мировой кинематограф         | н/д                     | Победа    |
| Lisbon & Estoril Film Festival                      | 2010 | Специальный приз жюри                                               | Копакабана              | Победа    |
| Кинофестиваль в Локарно                             | 2011 | Почётная награда                                                    | н/д                     | Победа    |
| Кинофестиваль в Локарно                             | 2017 | Приз за лучшую женскую роль                                         | Миссис Хайд             | Победа    |
| Manaki Brothers Film Festival                       | 2013 | Почётная награда                                                    | н/д                     | Победа    |
| Mar del Plata International Film Festival           | 2008 | Лучшая актриса                                                      | Дом                     | Победа    |
| Кинофестиваль в Марракеше                           | 2012 | Почётная награда                                                    | н/д                     | Победа    |
| Послание к человеку                                 | 2016 | Приз «Золотой кентавр» за заслуги в мировом кинематографе           | н/д                     | Победа    |
| Кинофестиваль в Монреале                            | 2000 | Лучшая актриса                                                      | Спасибо за шоколад      | Победа    |
| Кинофестиваль в Монреале                            | 2008 | Почётная награда                                                    | н/д                     | Победа    |
| Кинофестиваль в Москве                              | 1991 | Лучшая актриса                                                      | Мадам Бовари            | Победа    |
| Кинофестиваль в Москве                              | 2008 | Почётная награда                                                    | н/д                     | Победа    |
| Кинофестиваль в Мумбае                              | 2011 | Лучшая актриса                                                      | Моя маленькая принцесса | Победа    |
| Мюнхенский кинофестиваль                            | 2014 | Приз за жизненные достижения                                        | н/д                     | Победа    |
| Одесский международный кинофестиваль                | 2017 | Почётная награда                                                    | н/д                     | Победа    |
| Кинофестиваль в Палм-Спрингс                        | 2017 | Лучшая зарубежная актриса                                           | Она                     | Победа    |
| Кинофестиваль в Филадельфии                         | 2010 | Лучшая актриса                                                      | Копакабана              | Победа    |
| Кинофестиваль в Пуле                                | 2002 | Лучшая актриса — иностранный фильм                                  | Пианистка               | Победа    |
| Кинофестиваль Сан-Себастьян                         | 2003 | Приз за жизненные достижения                                        | н/д                     | Победа    |
| Кинофестиваль Санта-Барбара                         | 2017 | Награда Монтесито                                                   | Она                     | Победа    |
| Кинофестиваль в Сиэтле                              | 2002 | Лучшая актриса                                                      | Пианистка               | Победа    |
| Кинофестиваль в Шанхае                              | 2009 | Специальный приз за творческие достижения                           | н/д                     | Победа    |
| Кинофестиваль в Стокгольме                          | 2011 | Приз за жизненные достижения                                        | н/д                     | Победа    |
| Taormina Film Festival                              | 1980 | Премия Таормина Арте                                                | н/д                     | Победа    |
| Taormina Film Festival                              | 2002 | Премия Таормина Арте                                                | н/д                     | Победа    |
| Telluride Film Festival                             | 1986 | Почётная награда                                                    | н/д                     | Победа    |
| Кинофестиваль Вальядолид                            | 1988 | Лучшая актриса                                                      | Женское дело            | Победа    |
| Венецианский кинофестиваль                          | 1988 | Кубок Вольпи за лучшую женскую роль                                 | Женское дело            | Победа    |
| Венецианский кинофестиваль                          | 1995 | Кубок Вольпи за лучшую женскую роль (совместно с Сандрин Боннер)    | Церемония               | Победа    |
| Венецианский кинофестиваль                          | 1995 | Премия Пазинетти (совместно с Сандрин Боннер)                       | Церемония               | Победа    |
| Венецианский кинофестиваль                          | 2005 | Почётная награда                                                    | н/д                     | Победа    |

### Ассоциации и общества критиков
| Название                                  | Год  | Категория                               | Работа                                                             | Результат |
| ----------------------------------------- | ---- | --------------------------------------- | ------------------------------------------------------------------ | --------- |
| Ассоциация кинокритиков Остина            | 2016 | Лучшая актриса                          | Она                                                                | Победа    |
| Общество кинокритиков Бостона             | 2016 | Лучшая актриса                          | Она / Будущее                                                      | Победа    |
| Ассоциация кинокритиков Чикаго            | 2016 | Лучшая актриса                          | Она                                                                | Номинация |
| Ассоциация кинокритиков Даллас-Форт Уорта | 2002 | Лучшая актриса                          | Пианистка                                                          | Номинация |
| Dublin Film Critics' Circle               | 2017 | Лучшая актриса                          | Будущее                                                            | Номинация |
| Общество кинокритиков Флориды             | 2016 | Лучшая актриса                          | Она                                                                | Победа    |
| Общество кинокритиков Хьюстона            | 2016 | Лучшая актриса                          | Она                                                                | Номинация |
| Лондонский кружок кинокритиков            | 2012 | Лучшая актриса второго плана            | Любовь                                                             | Номинация |
| Лондонский кружок кинокритиков            | 2016 | Актриса года                            | Будущее                                                            | Победа    |
| Лондонский кружок кинокритиков            | 2016 | Приз Дилис Пауэлл                       | н/д                                                                | Победа    |
| Ассоциация кинокритиков Лос-Анджелеса     | 2002 | Лучшая актриса                          | Пианистка                                                          | 2-е место |
| Ассоциация кинокритиков Лос-Анджелеса     | 2016 | Лучшая актриса                          | Она / Будущее                                                      | Победа    |
| Национальное общество кинокритиков США    | 2002 | Лучшая женская роль                     | Пианистка                                                          | 2-е место |
| Национальное общество кинокритиков США    | 2016 | Лучшая женская роль                     | Она / Будущее                                                      | Победа    |
| Общество кинокритиков Нью-Йорка           | 2002 | Лучшая актриса                          | Пианистка                                                          | 3-е место |
| Общество кинокритиков Нью-Йорка           | 2016 | Лучшая актриса                          | Она / Будущее                                                      | Победа    |
| Ассоциация онлайн-кинокритиков Нью-Йорка  | 2016 | Лучшая актриса                          | Она                                                                | Победа    |
| Общество онлайн-кинокритиков              | 2002 | Лучшая актриса                          | Пианистка                                                          | Номинация |
| Общество онлайн-кинокритиков              | 2016 | Лучшая актриса                          | Она                                                                | Номинация |
| Общество кинокритиков Сан-Диего           | 2002 | Специальный приз за лучшую женскую роль | Сентиментальные судьбы / Спасибо за шоколад / Пианистка / 8 женщин | Победа    |
| Общество кинокритиков Сан-Франциско       | 2002 | Лучшая актриса                          | Пианистка                                                          | Победа    |
| Общество кинокритиков Сан-Франциско       | 2016 | Лучшая актриса                          | Она                                                                | Победа    |
| Ассоциация кинокритиков Сент-Луиса        | 2016 | Лучшая актриса                          | Она                                                                | Победа    |
| Ассоциация кинокритиков Ванкувера         | 2016 | Лучшая актриса                          | Она                                                                | Победа    |

### Другие награды
| Название                        | Год  | Категория                                  | Работа                    | Результат  |
| ------------------------------- | ---- | ------------------------------------------ | ------------------------- | ---------- |
| AARP Movies for Grownups Awards | 2016 | Лучшая актриса                             | Она                       | Номинация  |
| Британский институт кино        | 2011 | Почётная награда                           | н/д                       | Победа     |
| Союз женщин-киножурналистов     | 2016 | Лучшая актриса среднего возраста           | Она                       | Победа     |
| Союз женщин-киножурналистов     | 2016 | Лучшая актриса                             | Она                       | Номинация  |
| Союз женщин-киножурналистов     | 2016 | Лучшая самоотверженная актриса             | Она                       | Победа     |
| Buil Film Awards                | 2012 | Лучшая актриса                             | В другой стране           | Номинация  |
| Camerimage                      | 2008 | Награда имени Кшиштофа Кесьлевского        | н/д                       | Победа     |
| Выбор критиков                  | 2016 | Лучшая актриса                             | Она                       | Номинация  |
| Dorian Awards                   | 2016 | Лучшая актриса года                        | Она                       | Номинация  |
| Ebertfest                       | 2017 | Почётная награда                           | Она                       | Победа     |
| German Film Awards              | 1991 | Лучшая женская роль                        | Малина                    | Победа     |
| Globes de Cristal Awards        | 2017 | Лучшая актриса                             | Она                       | Победа     |
| Globes de Cristal Awards        | 2017 | Лучшая театральная актриса                 | Федра                     | Номинация  |
| Gold Derby Awards               | 2017 | Лучшая актриса                             | Она                       | Номинация  |
| Ibsen Centennial Commemoration  | 2006 | Почётная награда                           | н/д                       | Победа     |
| Indiewire Critics' Poll         | 2010 | Лучшая женская роль                        | Белый материал            | 8-е место  |
| Indiewire Critics' Poll         | 2016 | Лучшая женская роль                        | Она                       | Победа     |
| Indiewire Critics' Poll         | 2016 | Лучшая женская роль                        | Будущее                   | 10-е место |
| Le Film français                | 2017 | Женщина года                               | н/д                       | Победа     |
| Nastro d’Argento                | 2009 | Лучшая актриса                             | Скрытая любовь            | Победа     |
| Приз Сюзанны Бьянкетти          | 1976 | Лучшая актриса                             | Судья и убийца            | Победа     |
| Гильдия кинокритиков России     | 2001 | Приз «Золотой овен» за лучшую женскую роль | Пианистка                 | Победа     |
| Гильдия кинокритиков России     | 2002 | Приз «Золотой овен» за лучшую женскую роль | 8 женщин                  | Победа     |
| Сант-Жорди                      | 1990 | Лучшая зарубежная актриса                  | Женское дело              | Победа     |
| UniFrance                       | 2016 | Почётная награда                           | н/д                       | Победа     |
| Village Voice Film Poll         | 2002 | Лучшая актриса                             | Пианистка                 | 3-е место  |
| Village Voice Film Poll         | 2010 | Лучшая актриса                             | Белый материал            | 10-е место |
| Village Voice Film Poll         | 2012 | Лучшая актриса второго плана               | Любовь                    | 9-е место  |
| Village Voice Film Poll         | 2014 | Лучшая актриса                             | Злоупотребление слабостью | 7-е место  |
| Village Voice Film Poll         | 2016 | Лучшая актриса                             | Она                       | Победа     |
| Village Voice Film Poll         | 2016 | Лучшая актриса                             | Будущее                   | 8-е место  |
| Орден Почётного легиона         | 1999 | Шевалье (Рыцарь)                           | н/д                       | Победа     |
| Орден Почётного легиона         | 2009 | Шевалье (Офицер)                           | н/д                       | Победа     |
| Национальный орден «За заслуги» | 1994 | Шевалье (Рыцарь)                           | н/д                       | Победа     |
| Национальный орден «За заслуги» | 2005 | Шевалье (Офицер)                           | н/д                       | Победа     |

### на французском языке
- Huppert, Isabelle, Autoportrait(s), Cahiers du cinéma, 1994, 121 pages, ill., ISBN 978-2-8664-2150-2

### на английском языке
- Jacobowitz, Florence and Toubiana, Serge (Foreword) (2024). Isabelle Huppert, Modernist Performance. Wayne State University Press, 226 pages, ill. ISBN 978-0-8143-4893-2
- Jelinek, Elfriede; Sontag, Susan and Toubina, Serge (Contributors) (2005). Isabelle Huppert: A Woman of Many Faces. Harry N. Abrams, Inc., 168 pages, ill. ISBN 978-0-8109-5990-3
- Waldron, Darren and Rees-Roberts, Nick (2022). Isabelle Huppert: Stardom, Performance, Authorship. Bloomsbury Academic, 264 pages, ill. ISBN 978-1-5013-7243-8

### на французском языке
- Douin, Jean-Luc, Le Cinéma français, Martiniere BL 2014, 360 pages, ISBN 978-2-7324-5132-9